# Ao Nang

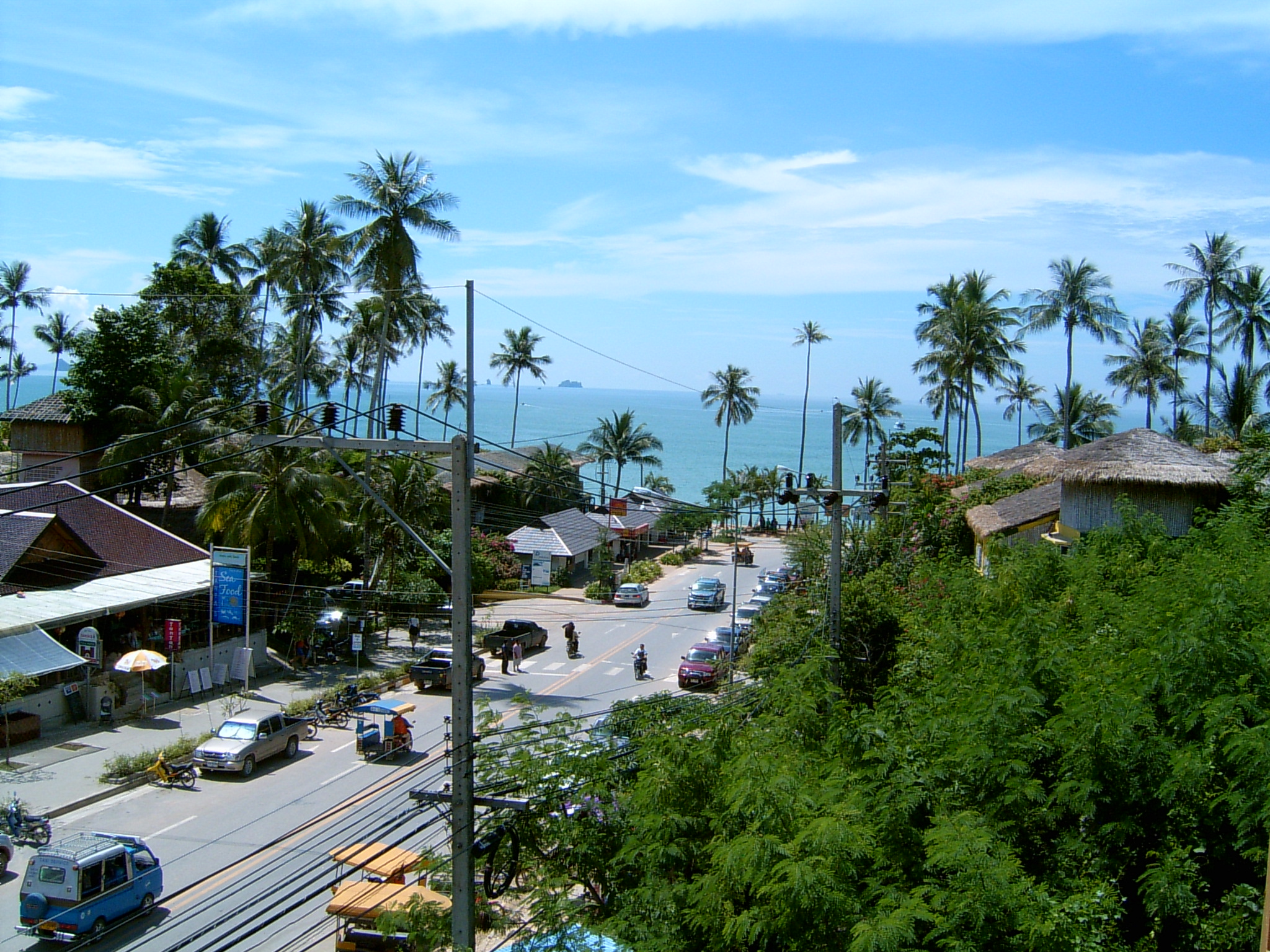
Centrala Ao Nang med utsikt mot stranden

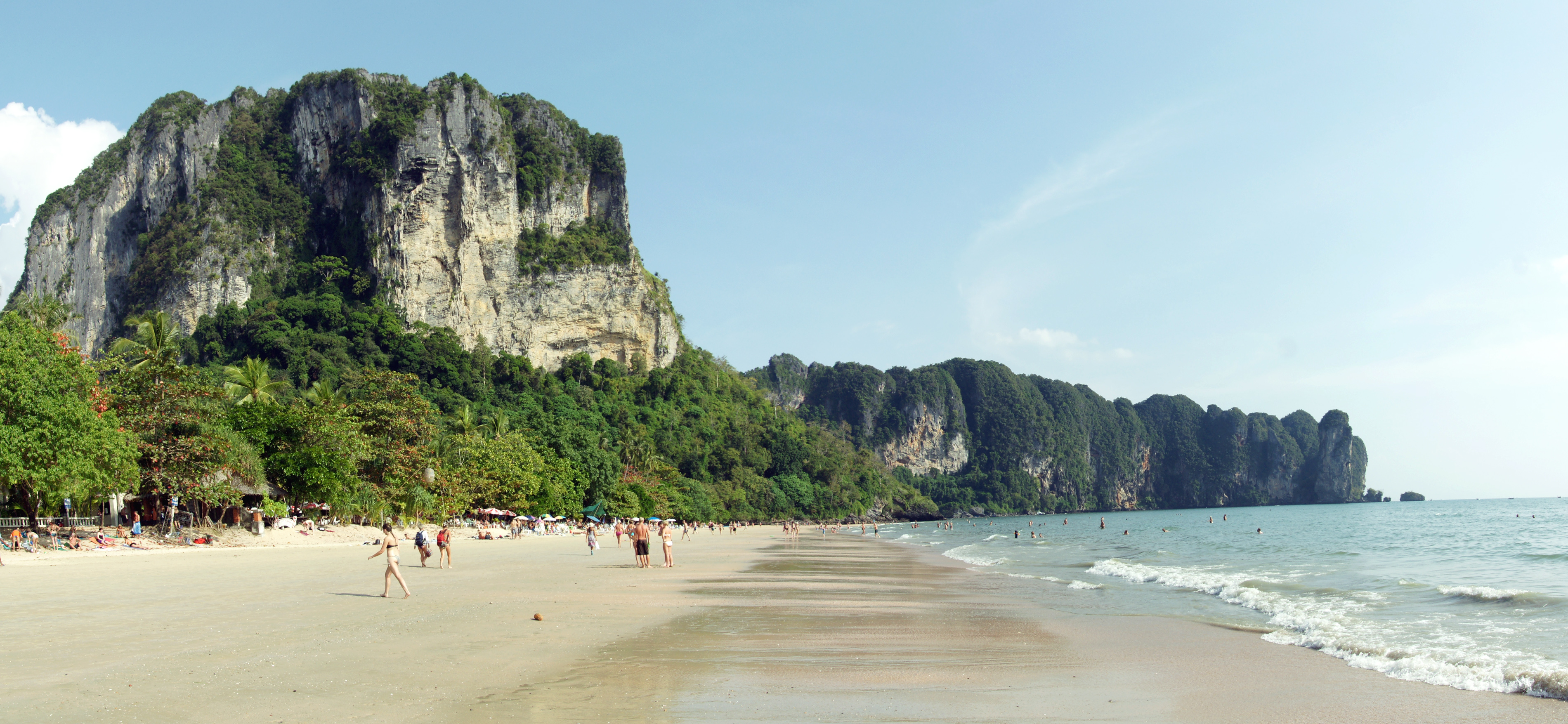
Den långa stranden i Ao Nang

Ao Nang (Thai: อ่าวนาง, Prinsessviken) är en ort i provinsen Krabi i södra Thailand. Orten är administrativt centrum i distriktet (tambon) med samma namn.
Ao Nang är beläget 25 kilometer väst-sydväst om staden Krabi och utgörs av en stor vik med stränder såsom Östra Rai Leh, Västra Rai Leh och Tham Phra Nang samt 83 mindre öar.
Orten har cirka 8 000 invånare och har snabbt utvecklats från en liten fiskeby till en populär turistdestination för svenskar. Tidningar såsom Aftonbladet och Expressen finns att tillgå och åtskilliga restauranger har menyer på svenska. Huvuddelen av bebyggelsen omger en strandgata som domineras av restauranger, barer och affärer som vänder sig till turister. I Ao Nang finns dykfirmor som anordnar dyklektioner och dykutflykter, samt båtar och kanoter till uthyrning. De närliggande öarna Poda, Thap och Mo har vita sandstränder, klart vatten och ett artrikt utbud av fiskar och korall. 
På ön Ko Tapu, även känd som "James Bond-ön", i Phang Nga-bukten spelades James Bondfilmen Mannen med den gyllene pistolen in år 1974.